# 1713年国事诏书

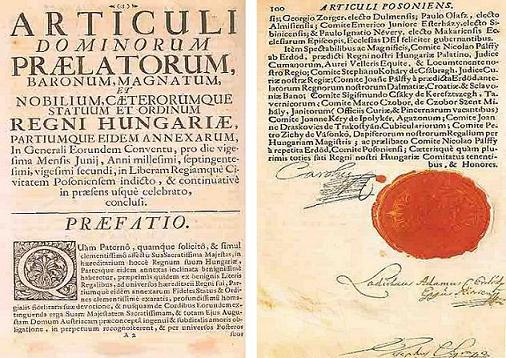
匈牙利王国宣布承认国事诏书（1723）

1713年国事诏书 （拉丁語：Sanctio Pragmatica）是神圣罗马皇帝查理六世于1713年4月19日颁布的国事诏书，目的是确保他的女儿玛丽亚·特蕾西亚继承哈布斯堡王朝世袭领地，其中包括奧地利大公國、匈牙利王国、波希米亞王國、米兰公国、那不勒斯王国、西西里王國和奥属尼德兰。
查理六世和皇后伊丽莎白·克里斯蒂娜没有生下男性继承人。1711年查理的哥哥约瑟夫一世死后，查理更成为了哈布斯堡王朝仅存的男性。约瑟夫的女儿玛丽亚·约瑟斐亚此时是推定继承人。这造成了两个问题：第一，根据1703年的《相互继承协定》，约瑟夫和查理同意在王朝没有男性继承人的情况下，约瑟夫的女儿将优先于查理的女儿继承哈布斯堡的领地。尽管那个时候查理还没有生育，但这意味着如果随后他生不出男性继承人，继承权依然会落到哥哥约瑟夫一支。第二，由于帝国采用的薩利克法禁止女性继承遗产，查理六世需要采取非常措施以避免一场旷日持久的继承纠纷，因为其他宣称者将肯定质疑女性的继承权。
查理六世最终成功说服诸侯们接受1713国事诏书，确保了1717年出生的长女玛丽亚·特蕾西亚的继承权。然而，1740年查理六世死后，法国支持的巴伐利亚公爵查理·阿尔伯特公开质疑她的继承权，并联合帝国其他诸侯发动了奥地利王位继承战争。战后，玛丽亚·特蕾西亚对哈布斯堡王朝领地的继承通过第二亞琛和約的签订得到确认。同时签订的菲森条约则确保了玛丽亚·特蕾西亚的丈夫弗朗茨一世当选为神圣罗马皇帝。

## 背景
1700年，哈布斯堡王朝的长系一支在西班牙国王查理二世死后绝嗣，由此引发了西班牙王位繼承戰爭。路易十四声称他的孙子腓力应当优先于皇帝利奥波德一世的儿子查理继承西班牙王位。1703年，利奥波德的两个儿子查理和约瑟夫签署了《相互继承协定》，在没有男性后裔的情况下给予两人的女儿继承权。因为约瑟夫是长兄，因此条约规定约瑟夫的女儿优先于查理的女儿继位。
1705年，利奥波德一世逝世，由长子约瑟夫一世继位。六年后，约瑟夫一世逝世，留下两个女儿，女大公玛丽亚·约瑟斐亚和玛丽亚·阿玛利亚。弟弟查理六世继承了神圣罗马皇帝之位。根据《相互继承协定》，约瑟夫的长女玛丽亚·约瑟斐亚成为推定继承人。
但是，查理六世决定背弃该协定，以确保他自己未来的女儿的继承权优先于他的侄女。1713年4月19日，他在宫廷的一个秘密会议上宣布了这一决定。
确保他尚未出生女儿的继承权成为了查理的目标。先前的继承法禁止哈布斯堡王朝领地的分割，也不反对女性继承领地，但这一情况还从未出现过。1713年国事诏书第一份对这一继承问题提出解决方案的文件，因此需要得到国内大小诸侯的同意。

## 外界反应
查理六世得到他最亲近的顾问约翰·克里斯托弗·冯·巴滕斯坦的支持，花费了十年时间，使欧洲各国的宫廷同意接受1713年国事诏书。只有萨克森选侯国和巴伐利亚选侯国没有同意，因为该诏书不利于他们的继承权利。（萨克森选帝侯弗雷德里克·奥古斯特二世娶了玛丽亚·约瑟斐亚，而巴伐利亚选帝侯查理·阿尔伯特娶了玛丽亚·阿玛利亚。）
- 法国：根据该维也纳条约 (1738年)，法国得到洛林公国，并承认国事诏书。
- 西班牙：根据维也纳条约 (1738年)，承认国事诏书。 1731年，15岁西班牙王子的查理继位为帕尔马公爵与皮亚琴查公爵。1738年，征服那不勒斯及西西里后，他通过维也纳条约将帕尔马公国归还神圣罗马皇帝，并承认国事诏书。1759年，查理继位为西班牙国王，称卡洛斯三世。
- 大不列颠和荷兰共和国：以奥属奥斯坦德公司（英语：Ostend Company）关门大吉为交换，承认国事诏书。
- 勃兰登堡-普鲁士 ：腓特烈三世出于对皇帝的忠诚承认国事诏书。

查理六世出兵波兰王位继承战争，以支持萨克森选帝侯弗雷德里克·奥古斯特二世夺回波兰王位，但被迫割让那不勒斯与西西里。同时，查理六世又出兵第四次俄土战争以换取俄罗斯的支持，并被迫割让部分瓦拉几亚和包括贝尔格莱德要塞的塞尔维亚北部。

## 内部反应
匈牙利王国与波希米亚王国早在1687年就同意接受哈布斯堡王朝世袭两国的国王，但仅限男性继承人。当时的皇帝同意如果哈布斯堡王朝的男嗣断绝，匈牙利和波西米亚将重回选举君主制。
但是，玛丽亚·特蕾西亚仍然取得了匈牙利的王位。匈牙利议会投票通过了1723年国事诏书，接受玛丽亚·特蕾西亚继位为匈牙利女王。皇帝直辖的克罗地亚也宣布承认1713年国事诏书，克罗地亚议会通过了1712年国事诏书，并在1741-1748年的奥地利王位继承战争中支持玛丽亚·特蕾西亚。作为回报，女王给予克罗地亚在军事边界管控，封建制度和税收制度上的优惠。她也在1776年给予里耶卡独立港口的地位。

## 结果
查理六世花费大量心血以确保欧洲各国接受一位哈布斯堡女继承人，但却没有教导他的女儿如何治国。他既没有教她读文件，也不带她参加会议，或带她接受朝臣的参见，因为这意味着告诉别人他无法生育一位男性继承人。
1740年，查理六世逝世，留下女儿玛丽亚·特蕾西亚作为继承人。然而，法国、普魯士、巴伐利亚和萨克森背弃承诺，公开质疑玛丽亚·特蕾西亚的继承权，并发起奧地利王位繼承戰爭。战后，奥地利被迫将西里西亞割让给普鲁士。
另外，在战争期间，巴伐利亚选帝侯查理·阿尔伯特被选为神圣罗马皇帝，称查理七世。这是几百年来首位非哈布斯堡王朝的皇帝。然而，巴伐利亚选侯国被奥地利军队所占领；其后，查理七世逝世。查理七世的儿子，马克西米利安三世·约瑟夫放弃对皇位及哈布斯堡领土的宣称，换回巴伐利亚选侯国。玛丽亚·特蕾西亚的丈夫弗朗茨一世在1745年当选为神圣罗马皇帝。欧洲各国最终在1748年签订的第二亞琛和約中承认玛丽亚·特蕾西亚的继承权。